# Sint-Elisabethziekenhuis Almelo
Het Sint-Elisabethziekenhuis is een voormalig Rooms-katholiek ziekenhuis en rusthuis "Canisius" in Almelo. Het werd in 1985 gesloten. In dat jaar werd het toenmalige Twenteborg geopend. Dit ziekenhuis verving het Sint Elisabethziekenhuis en het ook in Almelo gelegen Prinses Ireneziekenhuis.
Na de sluiting is het ziekenhuis gedeeltelijk gesloopt en in 1987 is het verbouwd tot appartementen. Ook zijn er sinds 1988 de muziekschool van Almelo, Theater Hof 88 en het Kreatief Centrum gevestigd. De voormalige kapel van het ziekenhuis wordt gebruikt voor concerten. Het complex is aangemerkt als rijksmonument vanwege cultuur-, architectuurhistorisch en stedenbouwkundig belang.